# Bahnstrecke Markt Schwaben–München Flughafen
| |                      |                                                       |                                                       |
| Streckennummer (DB): | 5601                 |                                                       |                                                       |
| Kursbuchstrecke (DB): | 999.2                |                                                       |                                                       |
| Kursbuchstrecke: | 427a (1946)          |                                                       |                                                       |
| Streckenlänge: | 13,622 km            |                                                       |                                                       |
| Spurweite: | 1435 mm (Normalspur) |                                                       |                                                       |
| Streckenklasse: | D4                   |                                                       |                                                       |
| Stromsystem: | 15 kV 16,7 Hz ~      |                                                       |                                                       |
| Maximale Neigung: | 5 ‰                  |                                                       |                                                       |
| Minimaler Radius: | 575 m                |                                                       |                                                       |
| Streckengeschwindigkeit: | 120 km/h             |                                                       |                                                       |
| Zugbeeinflussung: | PZB                  |                                                       |                                                       |
| |                      |                                                       |                                                       |
| \| \| \| von München \| \| \| \| 0,000 \| Markt Schwaben \| 508 m \| \| \| \| nach Simbach \| \| \| \| \| Anschluss Umspannwerk Ottenhofen \| \| \| \| \| \| \| \| \| 2,100 \| Ottenhofen Bayernwerk (Markt Schwaben) (Awanst) \| Ottenhofen Bayernwerk (Markt Schwaben) (Awanst) \| \| \| \| \| \| \| \| 3,285 \| Ottenhofen (Oberbay) \| 500 m \| \| \| 5,059 \| Wifling (1922–1971) \| Wifling (1922–1971) \| \| \| \| Wifling Üst (geplant) \| \| \| \| 6,387 \| St Koloman (seit 1890) \| St Koloman (seit 1890) \| \| \| \| Aufhausen (b Erding) Üst (geplant) \| \| \| \| 9,980 \| Aufhausen (b Erding) \| 475 m \| \| \| \| Bundesstraße 388 \| \| \| \| \| von Pfrombach (1920–1967) \| \| \| \| 12,210 \| Altenerding (Bft; seit 1899) \| Altenerding (Bft; seit 1899) \| \| \| 12,832 \| Sempt \| Sempt \| \| \| \| Erdinger Ringschluss (geplant) \| \| \| \| 13,169 \| Tunnel Erding (1021 m, geplant) \| Tunnel Erding (1021 m, geplant) \| \| \| 13,622 \| Erding \| 464 m \| \| \| \| Anschluss Fliegerhorst Erding \| \| \| \| 14,190 \| \| \| \| \| \| \| \| \| \| 14,300 \| Tunnel Sempt (geplant) \| Tunnel Sempt (geplant) \| \| \| \| \| \| \| \| \| von Obergeislbach (Walpertskirchener Spange, geplant) \| \| \| \| \| \| \| \| \| 14,431 \| Erding (geplant) \| Erding (geplant) \| \| \| 14,700 \| Sempt \| Sempt \| \| \| 14,839 \| \| \| \| \| 18,362 \| ED 19 \| ED 19 \| \| \| 19,824 \| Mittlere-Isar-Kanal (48 m) \| Mittlere-Isar-Kanal (48 m) \| \| \| 19,900 \| Pfrombach–Altenerding \| Pfrombach–Altenerding \| \| \| 20,319 \| Flughafentangente Ost (St 2580) \| Flughafentangente Ost (St 2580) \| \| \| 22,407 \| Dorfen \| Dorfen \| \| \| 24,000 \| Schwaigerloh (im Bau) \| Schwaigerloh (im Bau) \| \| \| \| ED 5 \| \| \| \| \| Südring (Flughafen München) \| \| \| \| 24,861 \| Flughafentunnel Ost (in Bau) \| Flughafentunnel Ost (in Bau) \| \| \| 27,593 \| München Flughafen Terminal \| München Flughafen Terminal \| \| \| \| nach München-Johanneskirchen \| \| \| \| \| \| \| \| Quellen: [1][2][3][4][5] \| \| \| \| |                      |                                                       |                                                       |
| Strecke |                      | von München                                           | von München                                           |
| Bahnhof | 0,000                | Markt Schwaben                                        | 508 m                                                 |
| Abzweig geradeaus und nach rechts |                      | nach Simbach                                          | nach Simbach                                          |
| Abzweig geradeaus und von links |                      | Anschluss Umspannwerk Ottenhofen                      | Anschluss Umspannwerk Ottenhofen                      |
| |                      |                                                       |                                                       |
| Blockstelle | 2,100                | Ottenhofen Bayernwerk (Markt Schwaben) (Awanst)       | Ottenhofen Bayernwerk (Markt Schwaben) (Awanst)       |
| |                      |                                                       |                                                       |
| Bahnhof | 3,285                | Ottenhofen (Oberbay)                                  | 500 m                                                 |
| ehemaliger Haltepunkt / Haltestelle | 5,059                | Wifling (1922–1971)                                   | Wifling (1922–1971)                                   |
| ehemalige Blockstelle |                      | Wifling Üst (geplant)                                 | Wifling Üst (geplant)                                 |
| Haltepunkt / Haltestelle | 6,387                | St Koloman (seit 1890)                                | St Koloman (seit 1890)                                |
| ehemalige Blockstelle |                      | Aufhausen (b Erding) Üst (geplant)                    | Aufhausen (b Erding) Üst (geplant)                    |
| Haltepunkt / Haltestelle | 9,980                | Aufhausen (b Erding)                                  | 475 m                                                 |
| Strecke mit Straßenbrücke |                      | Bundesstraße 388                                      | Bundesstraße 388                                      |
| Abzweig geradeaus und ehemals von links |                      | von Pfrombach (1920–1967)                             | von Pfrombach (1920–1967)                             |
| Bahnhof | 12,210               | Altenerding (Bft; seit 1899)                          | Altenerding (Bft; seit 1899)                          |
| Brücke über Wasserlauf | 12,832               | Sempt                                                 | Sempt                                                 |
| Verschwenkung von links (Strecke außer Betrieb) · Verschwenkung von rechts |                      | Erdinger Ringschluss (geplant)                        | Erdinger Ringschluss (geplant)                        |
| Tunnelanfang (Strecke außer Betrieb) · Strecke | 13,169               | Tunnel Erding (1021 m, geplant)                       | Tunnel Erding (1021 m, geplant)                       |
| Strecke (außer Betrieb) (im Tunnel) · Kopfbahnhof Strecke ab hier außer Betrieb | 13,622               | Erding                                                | 464 m                                                 |
| Kreuzung (Strecken außer Betrieb) (im Tunnel) · Strecke nach rechts (außer Betrieb) |                      | Anschluss Fliegerhorst Erding                         | Anschluss Fliegerhorst Erding                         |
| Tunnelende (Strecke außer Betrieb) | 14,190               |                                                       |                                                       |
| Verschwenkung nach links (Strecke außer Betrieb) |                      |                                                       |                                                       |
| Tunnelanfang (Strecke außer Betrieb) | 14,300               | Tunnel Sempt (geplant)                                | Tunnel Sempt (geplant)                                |
| |                      |                                                       |                                                       |
| Abzweig geradeaus und von rechts (Strecke außer Betrieb) (im Tunnel) |                      | von Obergeislbach (Walpertskirchener Spange, geplant) | von Obergeislbach (Walpertskirchener Spange, geplant) |
| |                      |                                                       |                                                       |
| Bahnhof (Strecke außer Betrieb) (im Tunnel) | 14,431               | Erding (geplant)                                      | Erding (geplant)                                      |
| | 14,700               | Sempt                                                 | Sempt                                                 |
| Tunnelende (Strecke außer Betrieb) | 14,839               |                                                       |                                                       |
| Strecke mit Straßenbrücke (Strecke außer Betrieb) | 18,362               | ED 19                                                 | ED 19                                                 |
| Brücke über Wasserlauf (Strecke außer Betrieb) | 19,824               | Mittlere-Isar-Kanal (48 m)                            | Mittlere-Isar-Kanal (48 m)                            |
| Kreuzung geradeaus oben (Strecken außer Betrieb) | 19,900               | Pfrombach–Altenerding                                 | Pfrombach–Altenerding                                 |
| Brücke (Strecke außer Betrieb) | 20,319               | Flughafentangente Ost (St 2580)                       | Flughafentangente Ost (St 2580)                       |
| Brücke über Wasserlauf (Strecke außer Betrieb) | 22,407               | Dorfen                                                | Dorfen                                                |
| Bahnhof (Strecke außer Betrieb) | 24,000               | Schwaigerloh (im Bau)                                 | Schwaigerloh (im Bau)                                 |
| Strecke mit Straßenbrücke (Strecke außer Betrieb) |                      | ED 5                                                  | ED 5                                                  |
| Strecke mit Straßenbrücke (Strecke außer Betrieb) |                      | Südring (Flughafen München)                           | Südring (Flughafen München)                           |
| Tunnelanfang (Strecke außer Betrieb) | 24,861               | Flughafentunnel Ost (in Bau)                          | Flughafentunnel Ost (in Bau)                          |
| Kopfbahnhof Strecke bis hier außer Betrieb (im Tunnel) | 27,593               | München Flughafen Terminal                            | München Flughafen Terminal                            |
| Strecke (im Tunnel) |                      | nach München-Johanneskirchen                          | nach München-Johanneskirchen                          |
| |                      |                                                       |                                                       |
| Quellen: |                      |                                                       |                                                       |

Die Bahnstrecke Markt Schwaben–München Flughafen ist eine eingleisige und elektrifizierte Hauptbahn in Oberbayern. Die 13,6 Kilometer lange Stichstrecke zweigt in Markt Schwaben von der Bahnstrecke München–Simbach ab und führt nach Erding. Im Rahmen des Projektes Erdinger Ringschluss ist ein Ausbau der Bahnstrecke bis zum Bahnhof München Flughafen geplant.

## Geschichte

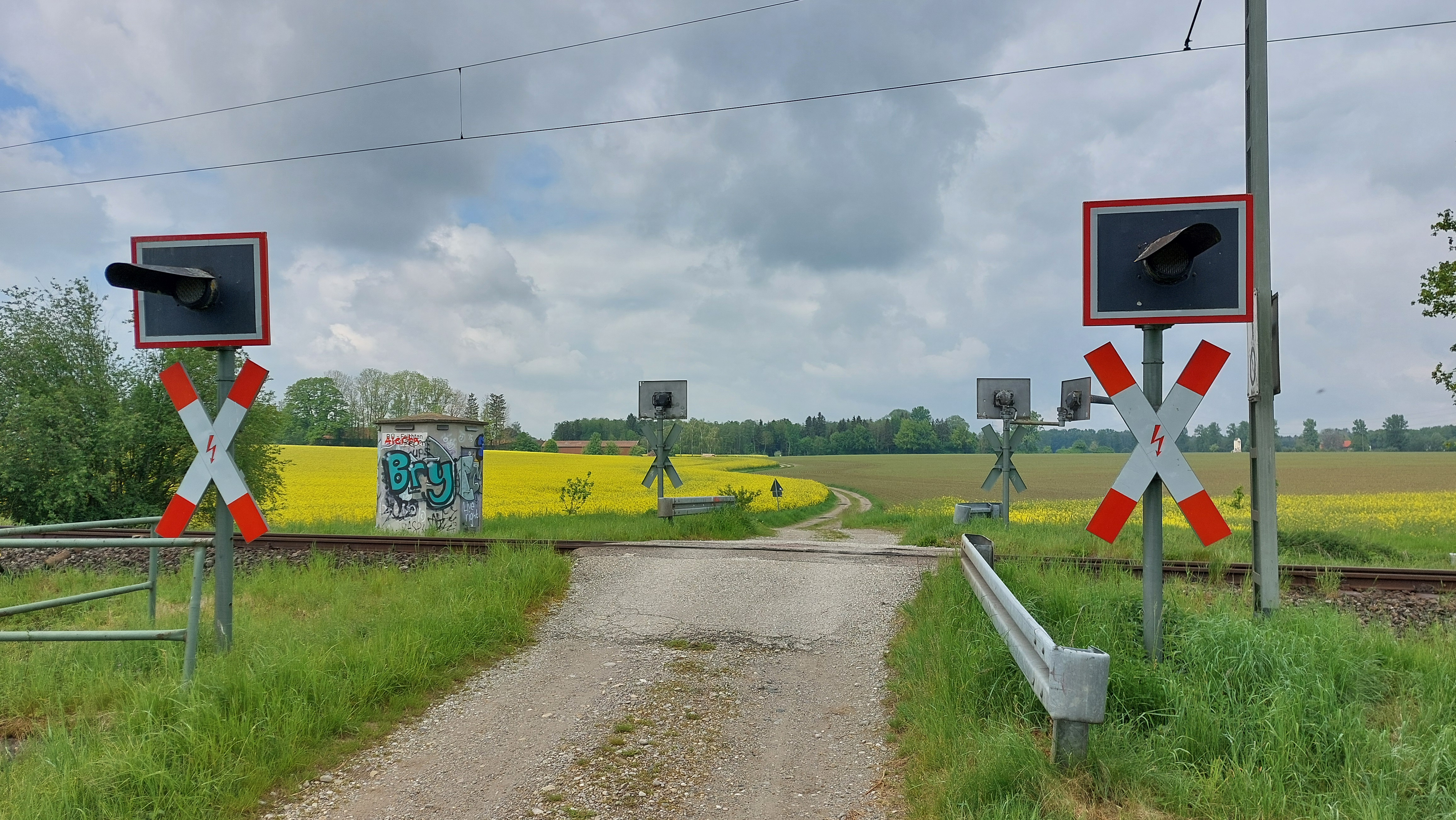
Bahnübergang bei Haus (Markt Schwaben)

Mit der Eröffnung der Bahnstrecke von München über Freising nach Landshut 1858 verlor die abseits der Bahnverbindung gelegene Stadt Erding, die bis dahin ein bedeutender Getreidemarkt gewesen war, zugunsten von Freising an Bedeutung. Als Anfang der 1860er Jahre die Planungen für eine Hauptbahn von München nach Osten zur österreichischen Grenze aufgenommen wurden, setzten sich die Honoratioren der Stadt Erding daher für eine Streckenführung über Erding ein. Die Generaldirektion der Königlichen Verkehrsanstalten und der Bayerische Landtag entschieden sich 1863 jedoch für eine direktere Strecke über Neuötting nach Simbach am Inn, die südlich an Erding vorbeiführte. Als Alternative erwog die Erdinger Stadtverwaltung im Februar 1866 den Bau einer Zweigstrecke nach Erding auf eigene Kosten. Im selben Jahr schlug sie die Errichtung einer Bahnverbindung von Landshut über Erding nach Rosenheim durch die Actiengesellschaft der bayerischen Ostbahnen vor, die aber durch den Minister Gustav von Schlör als Konkurrenzstrecke zu den Bayerischen Staatseisenbahnen abgelehnt wurde.
Um die Stadt dennoch ans Schienennetz anzubinden, erhielt diese am 8. März 1869 die Zusage, dass eine Vizinalbahn von Schwaben (heute Markt Schwaben) nach Erding gebaut werden solle. Der Vertrag zum Bau dieser Bahn wurde am 9. Mai 1870 von der Stadt Erding und der Generaldirektion der Königlich Bayerischen Verkehrsanstalten unterzeichnet. Die Bahnstrecke wurde am 16. November 1872 eröffnet.

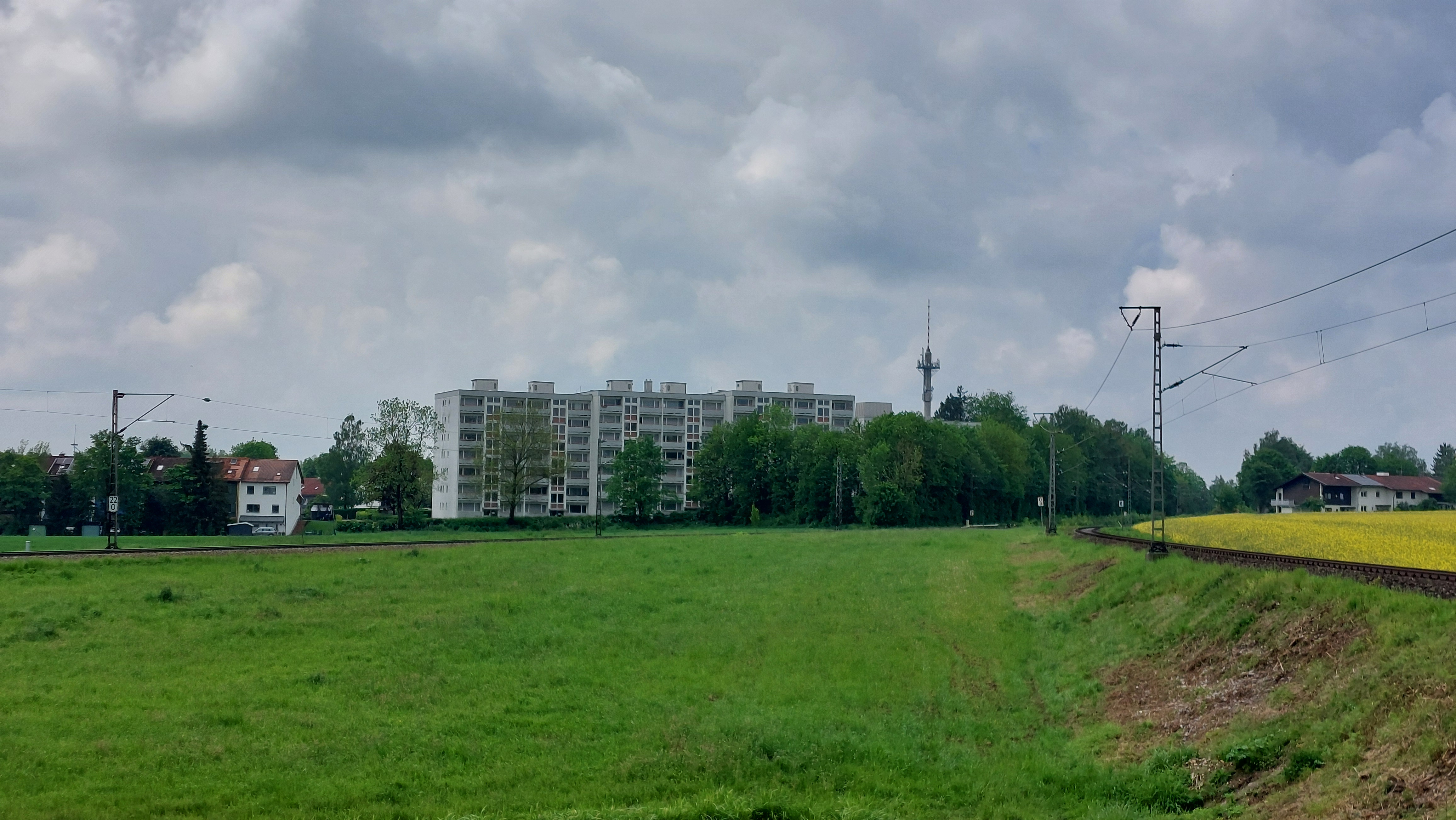
Abzweigung der Bahnlinie bei Markt Schwaben

Sie zweigt am Bahnhof Markt Schwaben von der Strecke München Ost–Simbach ab und verläuft Richtung Norden. Der nächste Halt ist der Kreuzungsbahnhof Ottenhofen. Der 1922 eröffnete Halt Wifling wurde am 22. Mai 1971 außer Betrieb genommen. Danach folgen der Haltepunkt St. Koloman, der am 1. Juni 1890 eröffnet wurde, und der Haltepunkt Aufhausen, welcher seit 1972 zum Stadtgebiet Erding zählt. Der heutige Bahnhof Altenerding wurde als Haltepunkt am 1. Mai 1899 in der damals selbständigen Gemeinde eröffnet und im Rahmen der Einführung des 20-Minuten-Takts der S-Bahn München bis 1981 zum Kreuzungsbahnhof ausgebaut. Im Anschluss an den Bahnhof Erding führte ehemals ein Anschlussgleis zum Fliegerhorst Erding. Die Strecke ist durchgehend eingleisig, mit Kreuzungsmöglichkeiten in den Bahnhöfen Ottenhofen und Altenerding. Der Endbahnhof Erding hat neben den beiden Bahnsteiggleisen auch noch Abstellgleise.
In Altenerding zweigte ab 1920 die zum Bau des Mittlere-Isar-Kanals errichtete Bahnstrecke Altenerding–Pfrombach ab, auf der jedoch 1967 der Betrieb eingestellt wurde.
Die Deutsche Bundesbahn nahm am 7. September 1970 den elektrischen Betrieb auf der Strecke Markt Schwaben–Erding auf. Seit 1972 ist die Strecke Teil der S-Bahn München. Zum 1. Mai 1981 stufte die Deutsche Bundesbahn die bisherige Nebenbahn zu einer Hauptbahn auf.
Als eine von sieben netzergänzenden Maßnahmen zur Zweiten Stammstrecke der S-Bahn München plant die Deutsche Bahn den Bau eines zweigleisigen Begegnungsabschnittes auf einer Länge von 2,6 Kilometern zwischen Wifling und Aufhausen inklusive Erhöhung und Verlängerung der Bahnsteige in St. Koloman und Aufhausen. Im November 2023 beauftragte die Bayerische Staatsregierung die Deutsche Bahn mit der Planung zur Verlängerung auch der übrigen Bahnsteige in Ottenhofen, Altenerding und Erding auf eine Länge von 210 Metern für einen Einsatz von Langzügen, wofür die Deutsche Bahn mit einem Baubeginn mit Abschluss der Planungen und der Planfeststellung Mitte 2028 rechnete. Im Juli 2024 wurden die vorgesehenen Maßnahmen im Rahmen des Projektes „Bahnausbau Region München“ von den durchgeführten Gutachten für positiv befunden.
Am 13. Februar 2023 forderte der Landkreis Erding einen durchgängigen zweigleisigen Ausbau der Strecke.
Im Rahmen des Eisenbahnprojektes Erdinger Ringschluss soll die Bahnstrecke bis 2029 zum nordwestlich gelegenen Flughafen München verlängert werden. Durch den Bau der Walpertskirchener Spange ist zudem eine zweite Anbindung an die Bahnstrecke München–Simbach in Richtung Osten geplant, wodurch die Führung von direkten Zügen aus Richtung Südostbayern ermöglicht werden sollen. Als erstes wurde mit der Errichtung des Streckenabschnitts zwischen dem Tunnelbahnhof München Flughafen und einem neuen, östlich des Flughafens gelegenen Bahnhof Schwaigerloh begonnen. Nachdem unter Regie der Flughafen München GmbH ab 2018 ein 1,8 km langer Tunnel unter den Flughafenanlagen östlich des bestehenden Bahnhofs errichtet wurde, war am 7. November 2022 offizieller Baubeginn der etwa vier Kilometer langen Teilstrecke. Die Inbetriebnahme ist für Ende 2025 geplant.